# Kurfürstendamm (metrostation)
Kurfürstendamm is een station van de metro van Berlijn, gelegen onder de kruising Kurfürstendamm en de Joachimstaler Straße, nabij de Kaiser-Wilhelm-Gedächtniskirche. Het metrostation kwam in gebruik op 28 augustus 1961 en wordt bediend door de lijnen U1 en U9.
Aanvankelijk telde de in 1913 geopende aftakking onder de Kurfürstendamm slechts één station: het eindpunt Uhlandstraße. Toen in de jaren 1950 de nieuwe lijn G (nu U9) werd aangelegd, was er een nieuw overstapstation nodig. Om de bouw van het station te bespoedigen werd de dienst tussen Wittenbergplatz en Uhlandstraße tijdelijk stilgelegd. Op 28 augustus 1961 werd het eerste deel van lijn G in gebruik genomen, tussen Leopoldplatz en Spichernstraße. Vijf dagen later, op 2 september, opende ook het aansluitende station op de lijn naar Uhlandstraße.
Het station aan de huidige U1 kreeg twee zijperrons, om de reeds bestaande tunnel niet ingrijpend te hoeven aanpassen. Om dezelfde reden is het dak van de perronhal ook redelijk laag. Het een niveau lager gelegen station van de U9 heeft een hoge dubbelgewelfde perronhal met zandkleurige achthoekige zuilen en een eilandperron. De wanden zijn op beide niveaus bekleed met lichtgroene tegels. Het metrostation werd ontworpen door Bruno Grimmek en geniet monumentenbescherming.

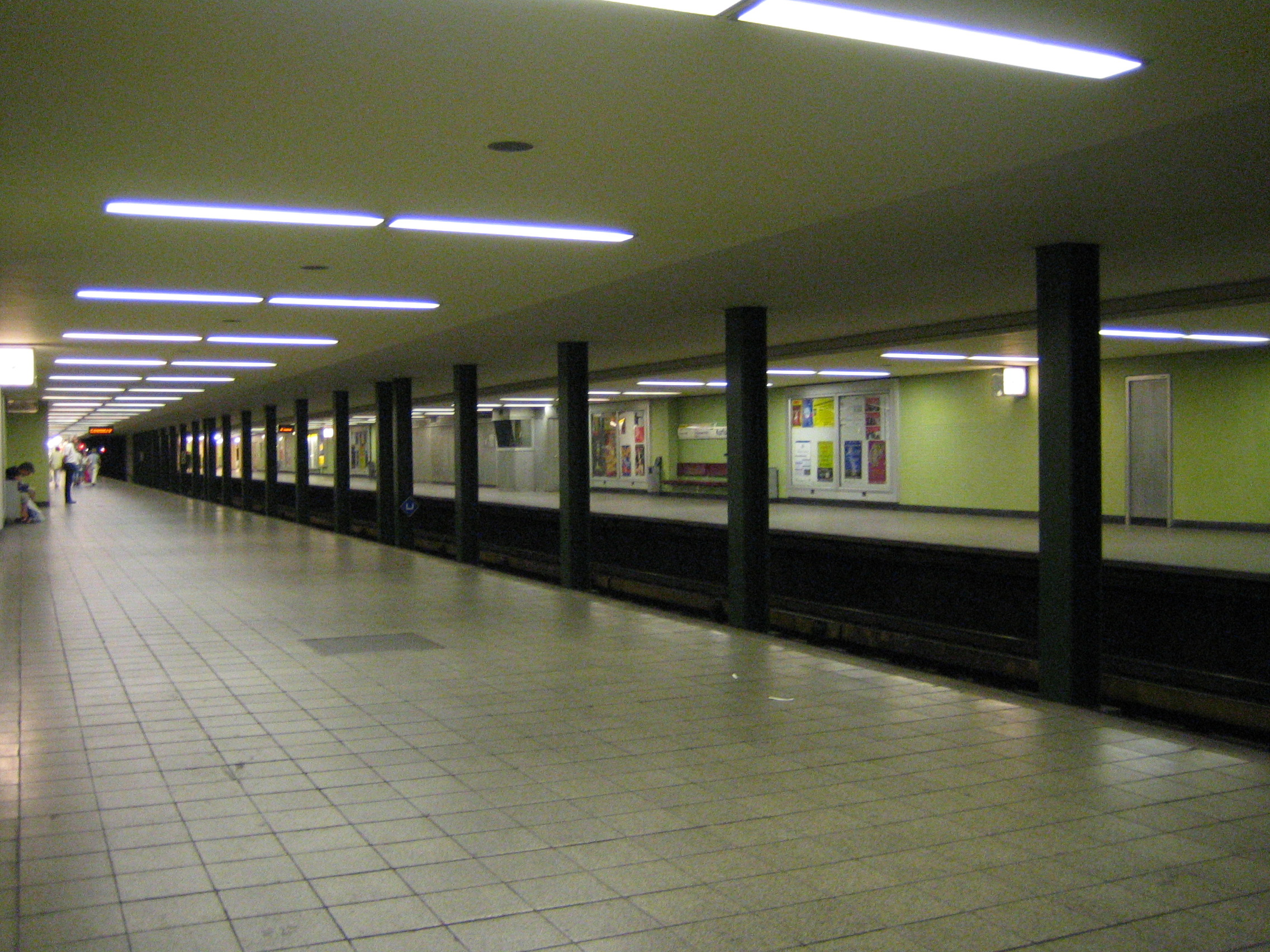
Perron van de U1

Beide stations liggen niet direct boven elkaar, maar ten oosten (U1) en ten zuiden (U9) van de onder de kruising Kurfürstendamm/Joachimstaler Straße gelegen stationshal. Naast trappen en roltrappen naar de stationshal beschikken de perrons aan de uiteinden over directe uitgangen naar de straat. De oostelijke uitgangen van de perrons van lijn U1, leidend naar de Breidscheidplatz, bevinden zich op slechts 50 meter van een uitgang van het metrostation Zoologischer Garten op de U2.